# Caneta Azul
Caneta Azul é o álbum de estreia do cantor e compositor brasileiro Manoel Gomes, lançado em agosto de 2020.

## Antecedentes
Manoel Gomes ganhou notoriedade no segundo semestre de 2019 a partir da música "Caneta Azul", de autoria do próprio músico. Ele escreveu a música com base numa experiência pessoal de perder frequentemente suas canetas na escola. A música se tornou um viral e recebeu interpretações de vários artistas do cenário musical, como Wesley Safadão e Simone Mendes. Manoel só registrou a canção depois do sucesso.
Após o sucesso imediato, Manoel deixou o trabalho de vigilante e passou a viajar pelo Brasil, se apresentando em diferentes estados. Nesta época, o cantor chegou a afirmar que pretendia gravar seu primeiro álbum, com repertório totalmente autoral, com 14 faixas. Antes do sucesso, Manoel já tinha gravado outro disco, que não chegou a ser disponibilizado em larga escala.

## Gravação
O álbum foi gravado no Studio Quem É Sabe, em São Paulo, com produção musical do percussionista Laércio da Costa. Em entrevista, Costa disse que a proposta era trazer uma versão de "Caneta Azul" em bachata, num lado "mais do Gusttavo Lima". Mesmo não se limitando ao brega, o produtor afirmou que o estilo de Manoel Gomes é mais próximo do cantor Amado Batista.
Na época, Laércio também falou sobre o desempenho do cantor em estúdio:
É afinadinho. Impressionante. Ele tem problema de ritmo, que eu como produtor tenho que entender. Vou atrás dele, não posso tirar a originalidade. Mas ele é bom. Tudo que peço faz direitinho, daquele jeito meio chorando. Canta meio chorando.

## Lançamento
Caneta Azul foi lançado em 21 de agosto de 2020 pelo selo independente QÉS Music. O repertório trouxe músicas como "Ela É Muito É Vagabunda", "Me Mande uma Carta" e "Parabéns". Duas músicas do projeto receberam videoclipes. A primeira foi "Eu Vou Deixar de Ser Besta", em 2020, e ganhou mais de 100 mil visualizações em menos de uma semana. "Maura" foi a segunda canção a receber uma versão audiovisual, liberada em 31 de dezembro de 2022, e recebeu mais de 700 mil visualizações em cerca de uma semana.
Em 2022, o álbum foi relançado nas plataformas digitais sob o selo Manoel Gomes Music. Esta edição se diferencia pela ausência do logotipo do produtor Laércio da Costa na capa.

## Faixas
Todas as músicas compostas por Manoel Gomes.
1. "Parabéns"
2. "Maura"
3. "Me Estremeci Foi Todo"
4. "Ela Não Deixa"
5. "Caneta Azul"
6. "Passarinho"
7. "Eu Vou Pra São Luís"
8. "Ela Perdeu a Cabeça"
9. "Ai Ai Ai"
10. "Aniversário"
11. "Garimpo"
12. "Me Mande Uma Carta"
13. "Eu Vou Deixar de Ser Besta"
14. "Hospital"
15. "Ela É Muito Vagabunda"
16. "Por Onde Que Você Passa"
17. "Não Me Despreze"
18. "Caneta Azul (Axé)"

## Ficha técnica
A seguir estão listados os músicos e técnicos envolvidos na produção de Caneta Azul:
- Manoel Gomes – vocais
- Laércio da Costa – produção musical, arranjos, programação, percussão
- Cleriston Alves – teclado, arranjos, programação
- Jordão Mota (Bolinha) – sanfona
- Claudio Picinin – guitarra, edição, mixagem e masterização